# Dipodomys ordii
El ratón canguro (Dipodomys ordii) es una especie de roedor castorimorfo de la familia Heteromyidae ampliamente distribuido por Norteamérica; se le encuentra desde el sur de Canadá hasta algunos estados mexicanos centrales.